# Hamburg-Kleiner Grasbrook

kaart van Kleiner Grasbrook in 2015

 Kleiner Grasbrook  is een stadsdeel (‘’Stadtteil’’) van Hamburg in het district Hamburg-Mitte. Het bestaat vrijwel uitsluitend uit havengebied.
Door de omschakeling naar grote containerterminals die verder stroomafwaarts aan de Elbe liggen, zijn er heel wat braakliggende terreinen. Er zijn al heel wat voorstellen voor een nieuwe bestemming gedaan, waaronder een universitaire campus of locatie voor de Olympische Spelen.

## Geografie
Het vroegere riviereiland ligt tussen de stadsdelen Veddel in het oosten, Steinwerder in het westen en Wilhelmsburg in het zuiden. Aan de noordzijde ligt aan de overkant van de Noorderelbe, op het voormalige eiland Großer Grasbrook, nu het stadsdeel HafenCity, dat verder aansluit op de binnenstad.

## Geschiedenis
De naam van het stadsdeel verwijst naar het vroegere riviereiland ‘’Grasbrook’’ in de Elbe dat sinds de middeleeuwen als veeweide diende. In 1549 werd de ‘’Neue Graben’’ door het eiland heen gegraven om meer water van de Zuiderelbe naar de Noorderelbe te trekken. Een bijkomende doorsteek in 1604 gaf de Noorderelbe haar huidig verloop.

In de 19e eeuw werd Kleiner Grasbrook, het deel van het vroegere eiland dat nu aan de zuidkant van de Noorderelbe lag, ingedijkt samen met enkele andere eilandjes. In 1894 werd het bij Hamburg ingelijfd als stadsdeel dat ook het aanpalende ‘’Große Veddel’’ omvatte.
Reeds voor de inlijving werd het gebied bestemd voor havenuitbreiding. Vanaf 1839 werden kanalen en kaaien aangelegd en in 1879 kwam het eerste dok ten zuiden van de Noorderelbe, de ‘’Südwesthafen’’ als petroleumhaven in gebruik. Vervolgens werden meerdere dokken voor zeeschepen en anderzijds voor de binnenscheepvaart aangelegd. Vanaf begin 20e eeuw werd het gebied ook op het goederenspoor aangesloten.
Na de Eerste Wereldoorlog werd, overeenkomstig het Verdrag van Versailles het gebied ‘’Moldauhafen’’ vanaf 1929 aan Tsjecho-Slowakije overgedragen.
Tijdens de Tweede Wereldoorlog werd Kleiner Grasbrook voor 90% vernield. Dat leidde ertoe dat enkele dokken nadien werden gedempt.

Voor de haveninrichting moesten de bestaande woningen wijken. Enkel aan de Harburger Chaussee zijn er momenteel nog woningen. De noord- en oostzijde zal terug voor woningbouw worden bestemd.

## Bezienswaardigheden

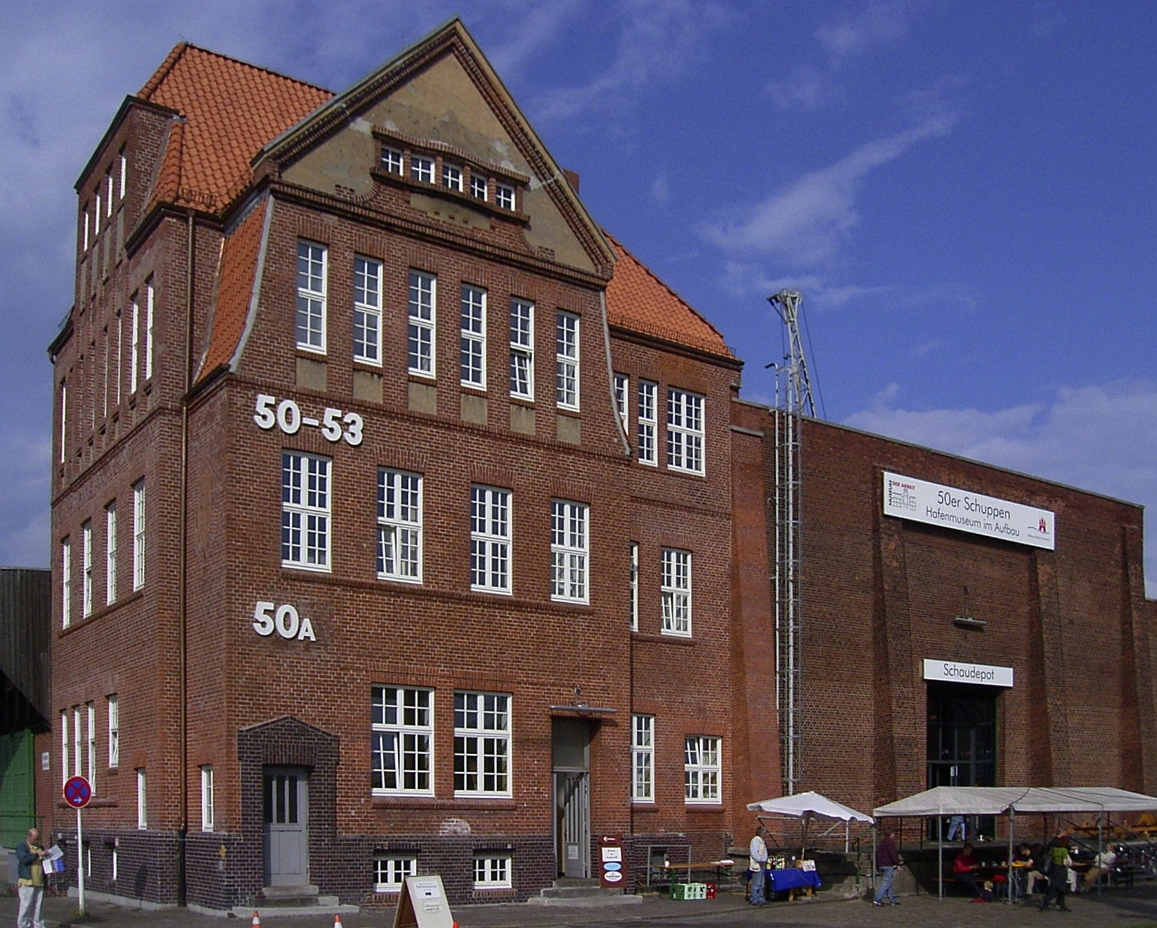
Het kopgebouw ‘’Schuppen 50’’ huisvest het Havenmuseum

- Havenmuseum, deel van het Museum van de Arbeid
- Historische schepen en haveninstallaties
- Historische spoorvoertuigen voor goederentransport
- Lagerhaus G, een van de oudste magazijnen van Hamburg, dat in de Tweede wereldoorlog een buitenpost van het concentratiekamp Neuengamme was.

## Verkeer
Aan de zuidoostzijde ligt het S-Bahnstation Hamburg-Veddel.

In de geplande verlenging van de U-Bahnlijn U4 is een station ‘’Grasbrook’’ voorzien.

Het havenrangeerstation ‘’Hamburg Süd’’ ligt in Kleiner Grasbrook.